# Cantó de Nanterre-Nord
El cantó de Nanterre-Nord és un antic cantó francès del departament dels Alts del Sena, que estava situat al districte de Nanterre. Comptava amb part del municipi de Nanterre.
Al 2015 va desaparèixer i el seu territori es va repartir entre el cantó de Nanterre-1 i el cantó de Nanterre-2.

## Municipis
- Nanterre (part)

## Història
| Data d'elecció                           | Identitat                   | Partit            | Qualitat |
| ---------------------------------------- | --------------------------- | ----------------- | -------- |
| 1967-1976                                | Juliette Dubois-Plissonnier | PCF               |          |
| 1976-1982                                | Jacqueline Fraysse-Cazalis  | PCF               |          |
| 1982-2008                                | Michel Laubier              | PCF               |          |
| 2008-                                    | Patrick Jarry               | PCF, després FASE |          |
| les dades anteriors no són pas conegudes |                             |                   |          |
|                                          |                             |                   |          |

## Demografia
| A partir de 1990: Població sense dobles comptes |